# Mixothrips
Mixothrips är ett släkte av insekter. Mixothrips ingår i familjen rörtripsar.
Kladogram enligt Catalogue of Life:
| Mixothrips | \| \| Mixothrips craigheadi \| \| \| \| \| \| Mixothrips nakaharai \| \| \| \| |
|            | \| \| Mixothrips craigheadi \| \| \| \| \| \| Mixothrips nakaharai \| \| \| \| |
|            | Mixothrips craigheadi                                                          |
|            |                                                                                |
|            | Mixothrips nakaharai                                                           |
|            |                                                                                |